# Stadio Romolo Pacifici
Stadio Romolo Pacifici – stadion znajdujący się w San Donà di Piave służący do rozgrywania meczów rugby union.
Mieszczący 1500 widzów stadion jest domowym obiektem klubu rugby Amatori Rugby San Donà. Został nazwany na cześć Romolo Pacifici, wieloletniego gracza, a następnie działacza klubu.
Gościł mistrzostwa Europy U-18 w rugby union mężczyzn w 2006, 2008 i 2010.